# Tauromyia pachyneura
Tauromyia pachyneura är en tvåvingeart som beskrevs av Giglio-tos 1893. Tauromyia pachyneura ingår i släktet Tauromyia, ordningen tvåvingar, klassen egentliga insekter, fylumet leddjur och riket djur. Inga underarter finns listade i Catalogue of Life.